# Битва на Мальату (1876)
Битва на Мальату — битва на холме Мальату около Спужа, Черногория, проходившая 9-10 октября 1876 года во время черногорско-турецкой войны 1876—1878.

## Перед битвой
После губительного боя на Триепчу, турецкие войска под командованием Дервиш-паши продолжали движение из Спужа в Даниловград. В тот же день они достигли незащищенный Височице. Черногорские силы в районе были разделены на шесть групп. Три батальона Белопавловичей во главе с Ильей Пламенацем были на самом Мальату, а два батальона были расположены недалеко в резерве.

## Бой
Нападение турок на Мальату началось 9 октября. Упорная оборона черногорцев сломила дух турок и большая их часть бежала, а солдаты Пламенац на следующий день дошли до Даниловграда. Черногорцы затем внезапно напали на задние и боковые турецкие войска с 12 батальонами, которые во время битвы почти не пострадали. В ожесточенном бою турецкие войска были разбиты и бежали к Подгорице.
Наступление турок на южно-черногорском фронте нарушилось. Черногорцы осадили Подгорицу, а турецкий гарнизон Медуна сдался.